# Rose méditative
La Rose méditative est une peinture du surréaliste espagnol Salvador Dalí, réalisée en 1958.
Il s'agit d'une huile sur toile.

## Description
Dalí utilisait beaucoup cet environnement dans ses tableaux pour y démontrer la beauté, son monde et pour y intégrer ses objets extravagants et oniriques. Si on s'approche plus de l'œuvre, on peut apercevoir deux personnes : un couple ? Il est probable car la rose est un des symboles de l'amour mais la regardent-ils ? Au surplus, ces personnages sont minuscules face à cette beauté géante : Dalí ajoutait souvent des personnages miniatures dans ses œuvres, extrêmement difficiles à décortiquer pour montrer leur très petite taille face aux engins fantasmagoriques, géants et impressionnants ! On remarque aussi que sur la rose il y a une goutte d'eau, pourquoi ? La goutte d'eau représente la vie. La rose est le sujet, les tendances sont inversées et la rose nous incite à méditer.